# Rašeliník
Rašeliník (Sphagnum L., 1753) je botanický rod čítající 150–350 druhů mechů rostoucích převážně na rašeliništích, která pokrývají cca 1 % souše. V Evropě se vyskytuje přibližně 54 druhů, v ČR 32.

## Ekologie a fyziologie
Zástupci tohoto rodu mohou ve svých buňkách pojmout velké množství vody; některé druhy dokonce i dvacetinásobek hmotnosti sušiny, díky čemuž se také rašeliníky a rašelina používají jako zahradnický substrát. Rašeliník může okyselovat své prostředí tím, že z vody odebírá dvoumocné kationty, jako je vápník nebo hořčík, a místo nich vydává vodíkové ionty.
Rašeliník je mech s neukončeným růstem - na vrcholku lodyžky neustále přirůstá a na spodku postupně odumírá. Proto nelze určit, jak stará může konkrétní lodyžka být. Z odumřelých částí lodyžek se tvoří rašelina.

## Vzhled

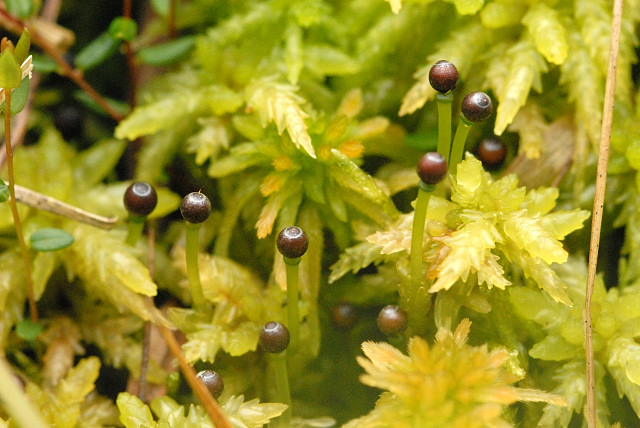
rašeliník s tobolkami

Rašeliníky na rozdíl od jiných mechů nemají rhizoidy. Lodyžka je obvykle vzpřímená. Z lodyžky vyrůstají lodyžní lístky a ve svazečcích větvičky s větevními lístky. V horní části lodyžky jsou větve nahloučeny v hlavičku (capitulum). Lístky jsou jednovrstevné, bez středního žebra, s typickou anatomickou strukturou. Buňky lístku jsou dvojího druhu - chlorocyty a hyalocyty. Chlorocy(s)ty jsou zelené buňky zajišťující fotosyntézu, zatímco mnohem větší bezbarvé hyalocy(s)ty slouží k zadržování vody. Buňky vnější hyalodermis lodyžky i hyalocyty lístků mohou obsahovat různé typy a počty pórů, přepážek a vzpěr, které jsou důležité při určování druhů. Důležitým určovacím znakem v terénu je především tvar lodyžních lístků, celkové uspořádání větviček a lístků ve větvičkách, aj.
Sporofyt je tvořen pouze tobolkou. Na rozdíl od jiných skupin mechů sporofyt postrádá štět, který je nahrazen zelenou stopkou (pseudopodiem; pseudopodium je součástí gametofytu). Nezralá tobolka je zelená, při dozrávání výtrusů černá, otevírá se pomocí víčka, při tom jsou výtrusy vystřelovány do okolí. Své výtrusy dokáže vymrštit rychlostí až 110 km v hodině.

## Nomenklatura
Sphagnum L.,  1753
Typ - S. palustre L.,  1753 – rašeliník člunkolistý

## Galerie obrázků

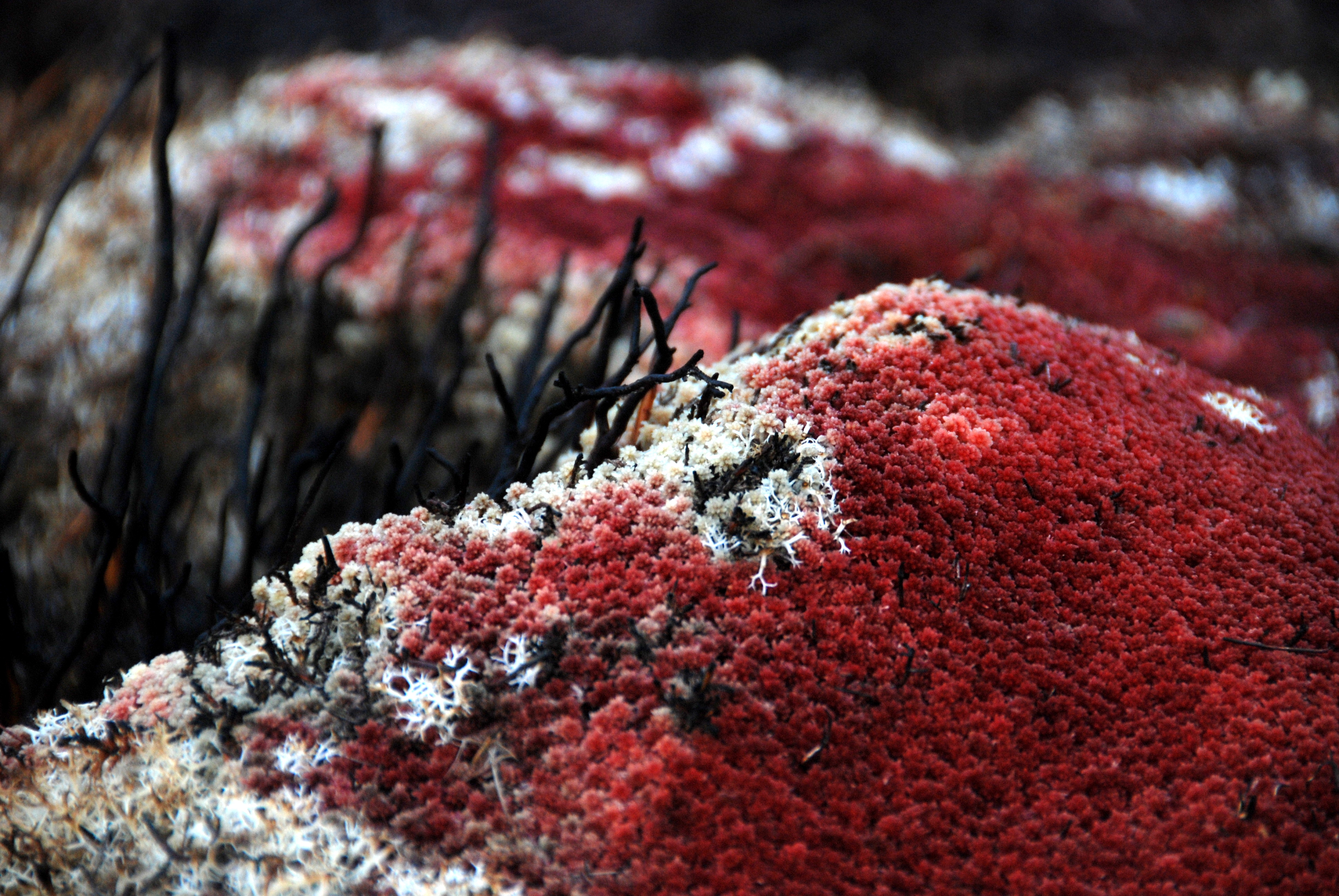
červené formy rašeliníku
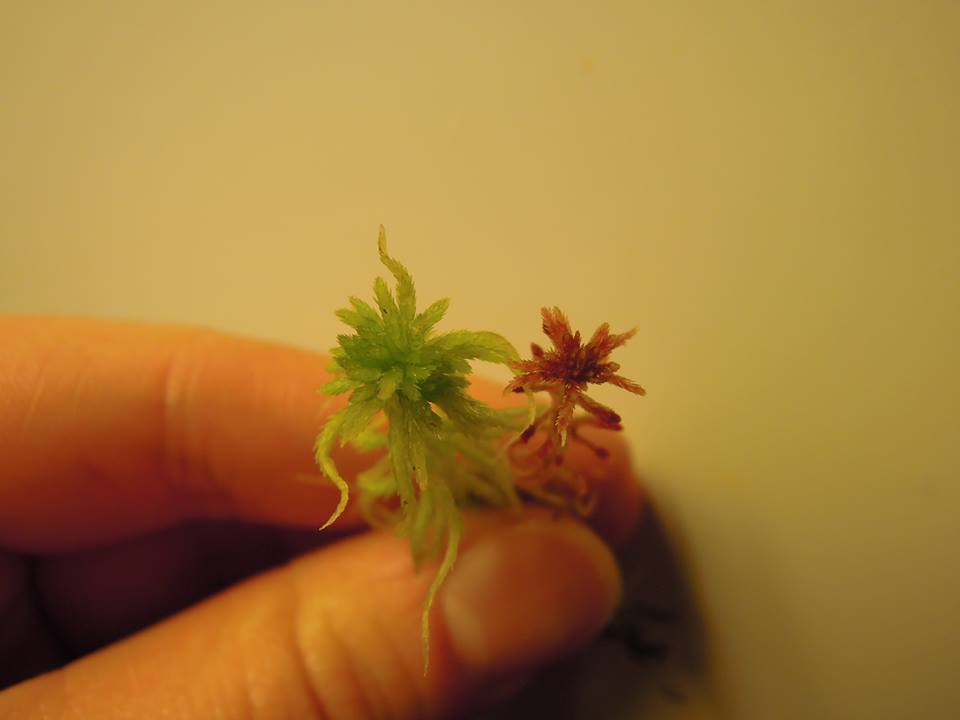
jednotlivé lodyžky rašeliníku
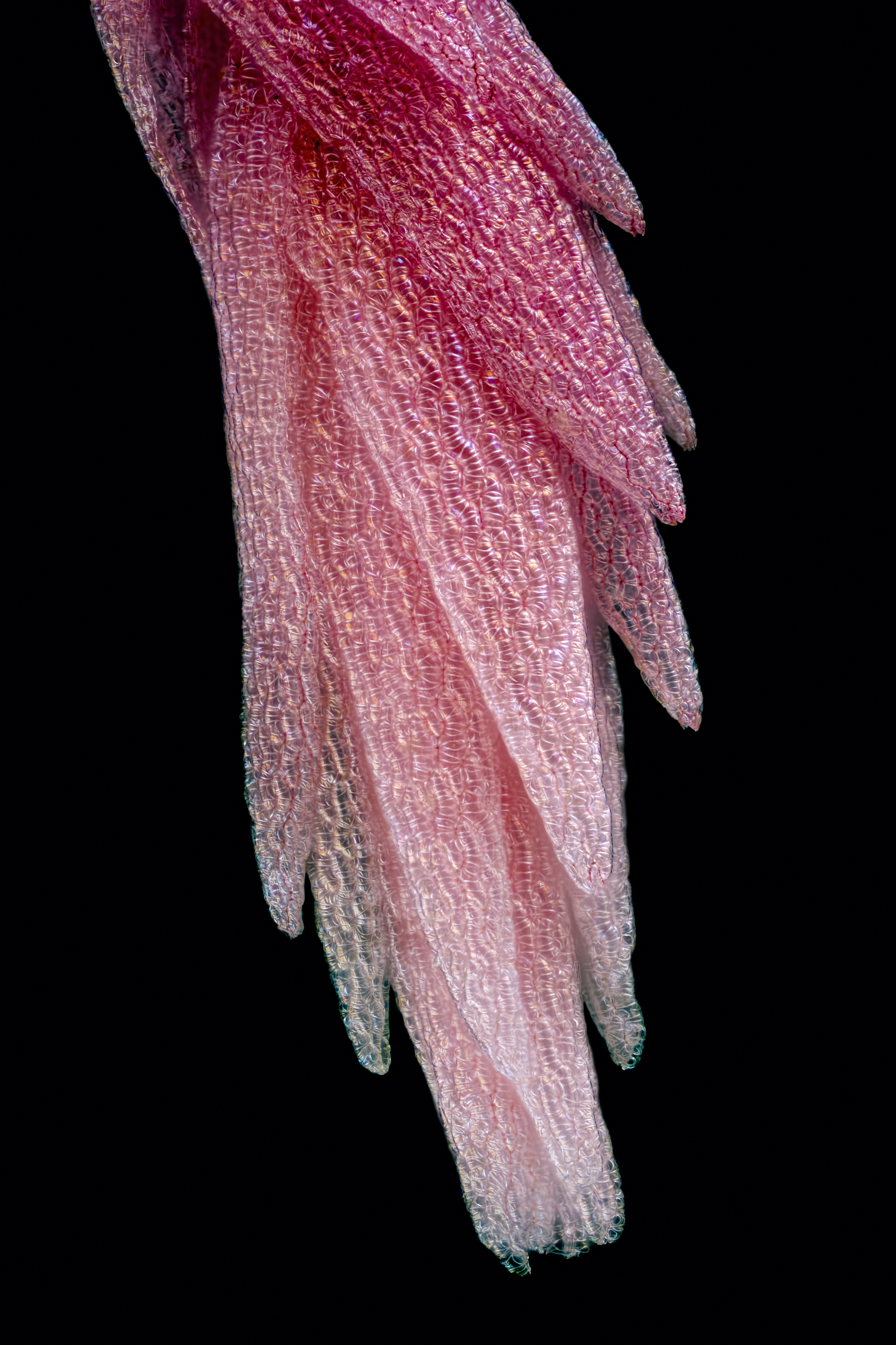
Detail větvičky rašeliníku
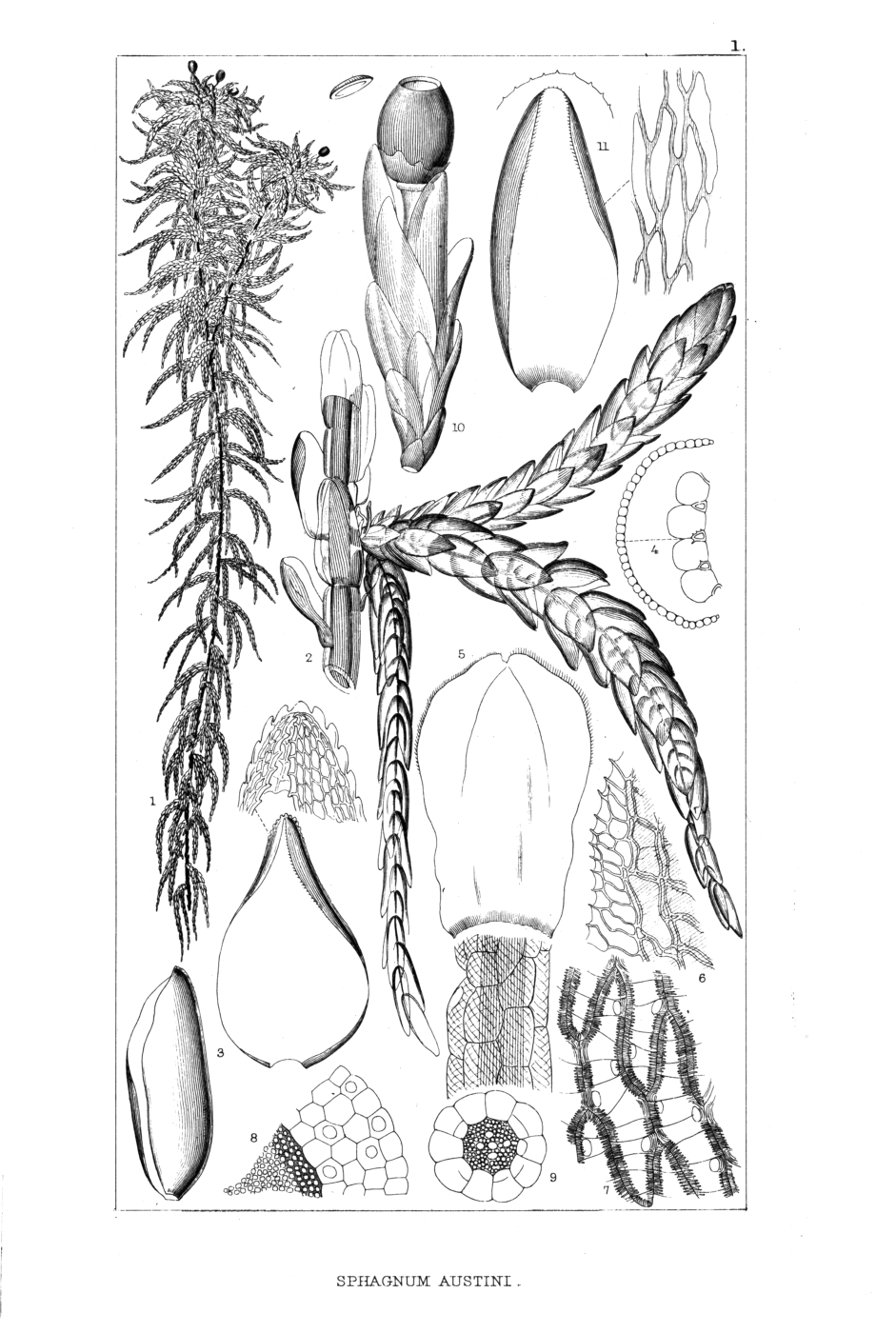
rašeliník - ilustrace
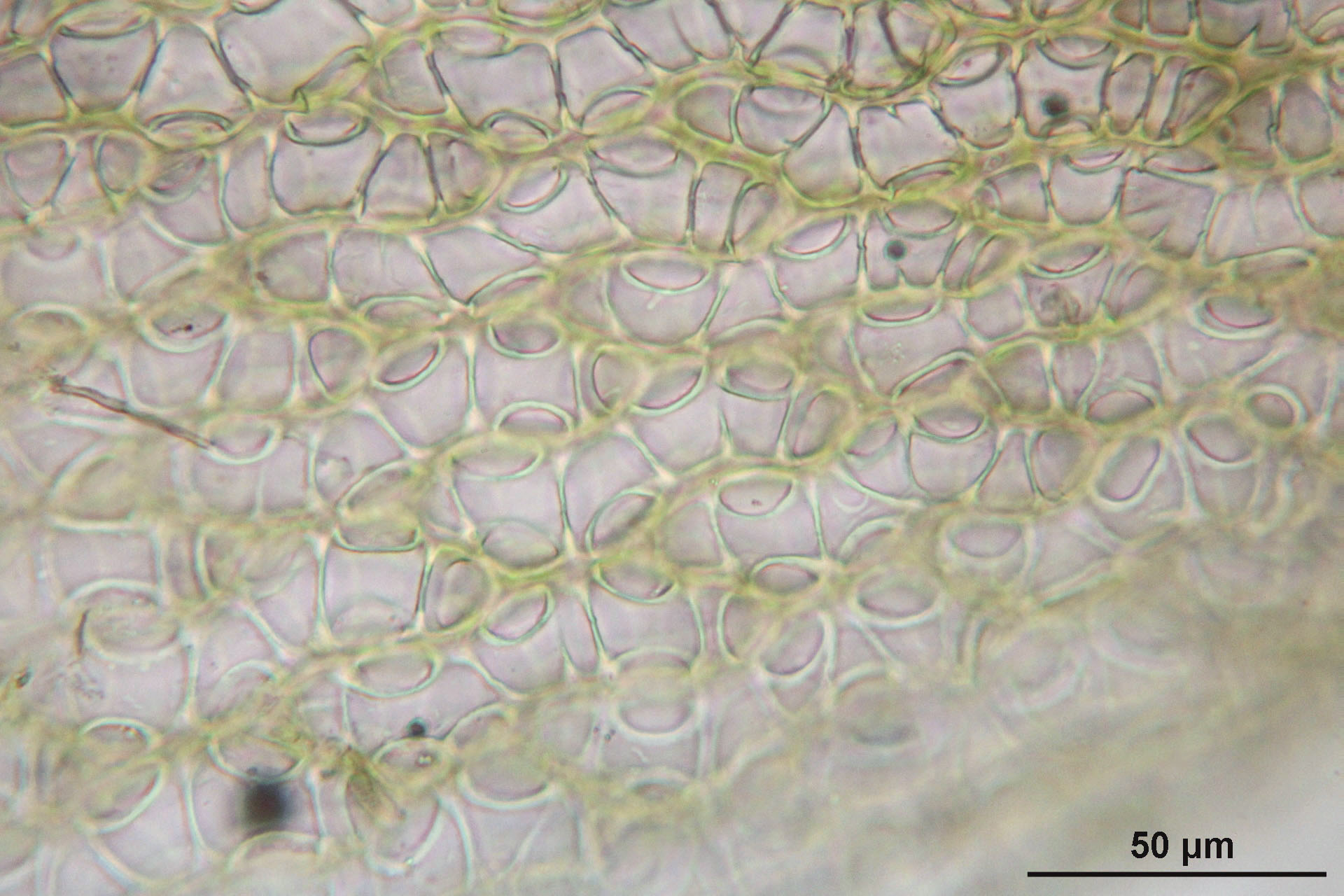
buněčná struktura lístku
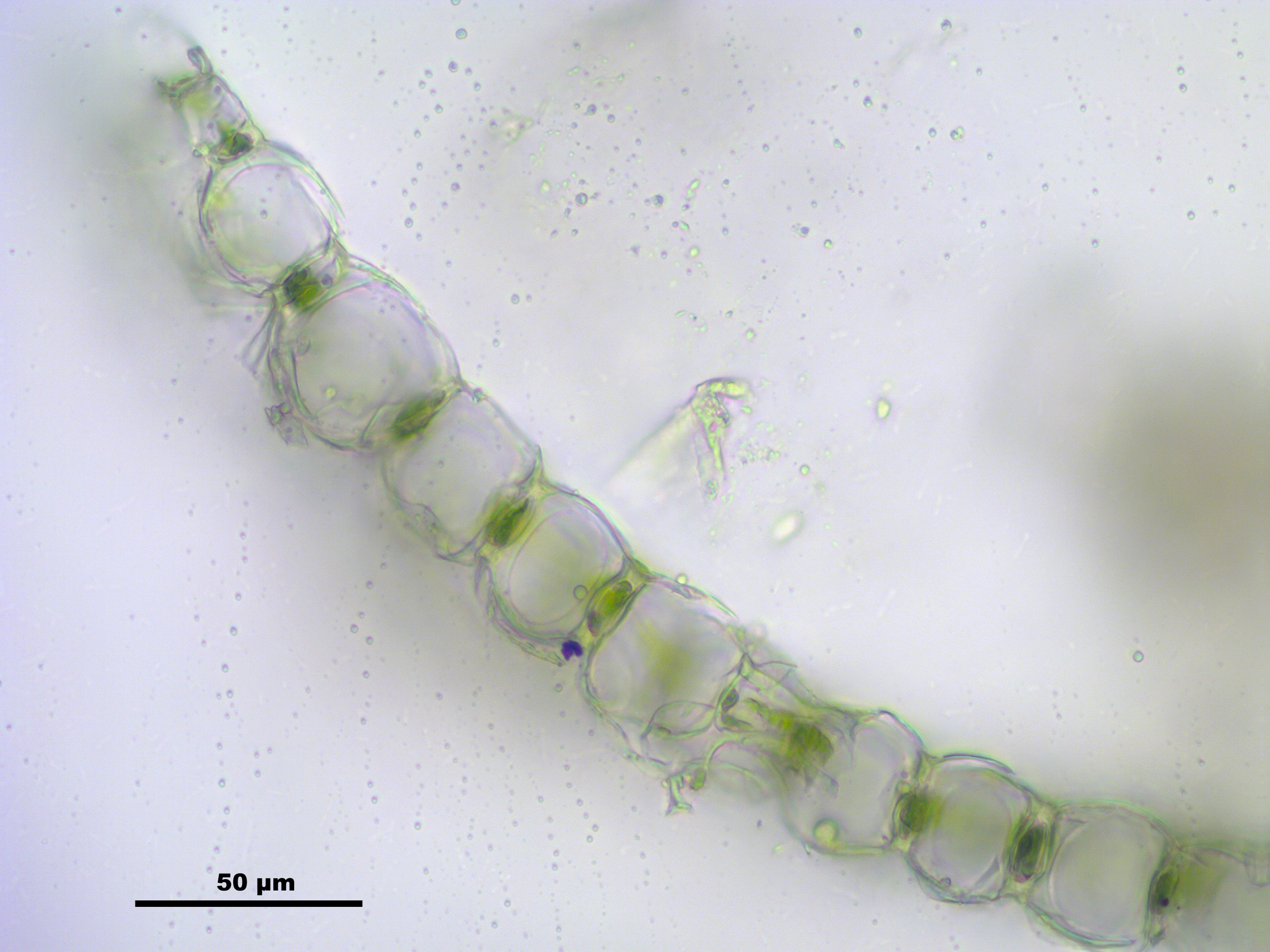
chlorocyty a hyalocyty na řezu lístkem rašeliníku
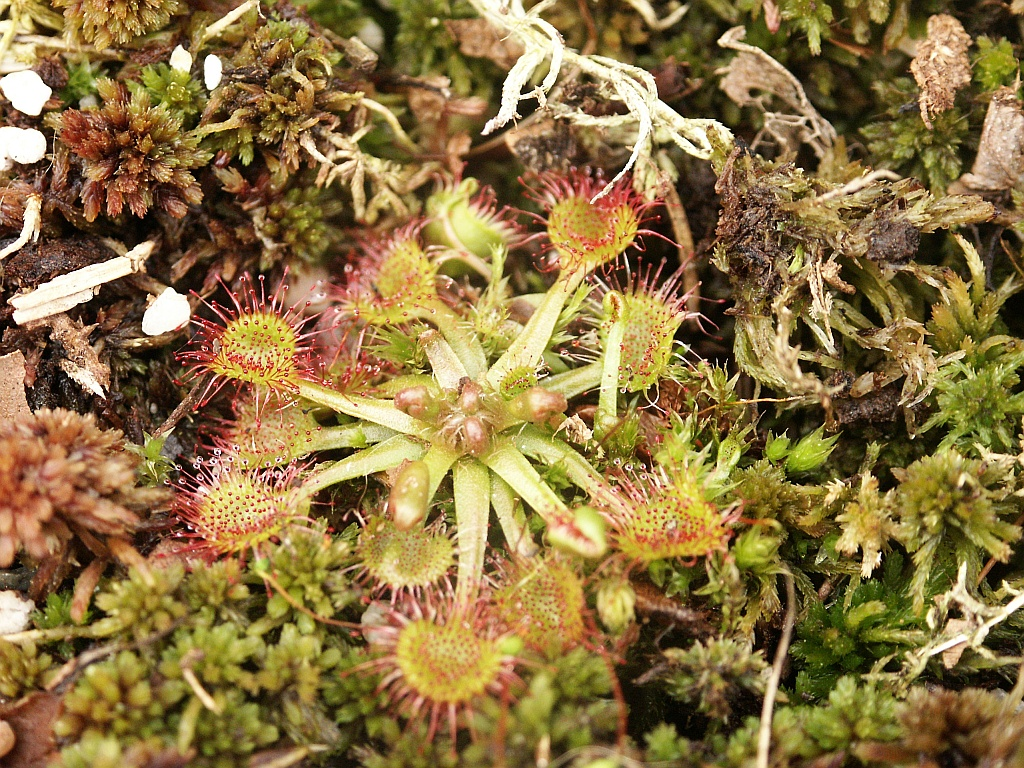
v rašeliníku mnohdy rostou rosnatky